# Pierson (Iowa)
Pour les articles homonymes, voir Pierson.
Pierson est une ville, du comté de Woodbury en Iowa, aux États-Unis. Elle est incorporée le 27 novembre 1891.

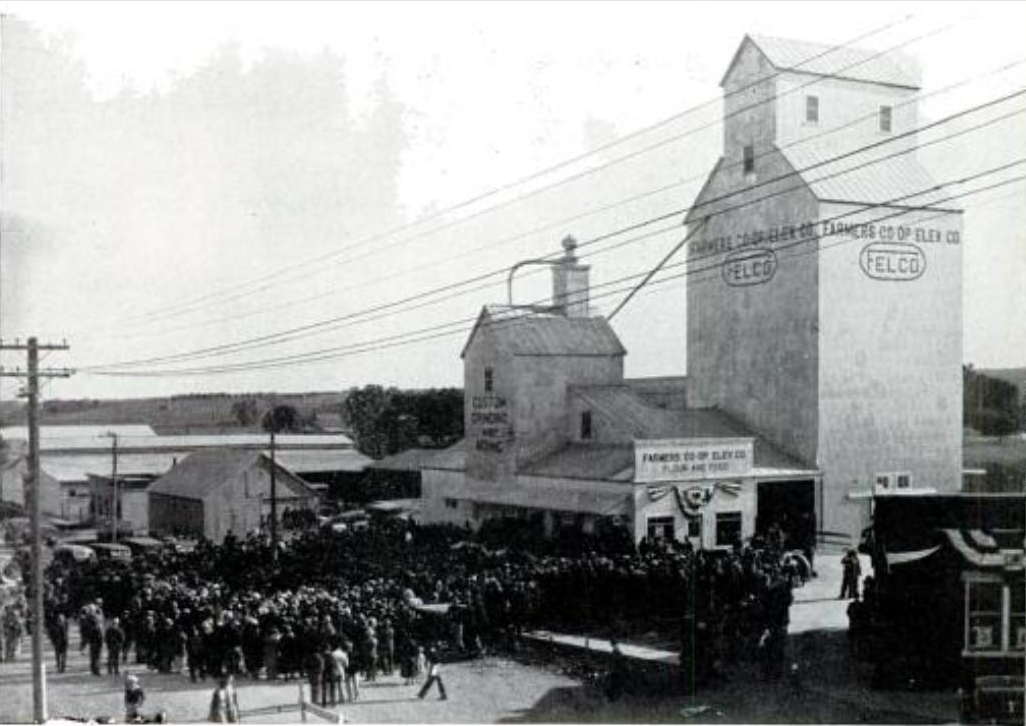
Le Farmer's Elevator Co. en 1939

## Source de la traduction
- (en) Cet article est partiellement ou en totalité issu de l’article de Wikipédia en anglais intitulé « Pierson, Iowa » (voir la liste des auteurs).